# Cattedrali in Kosovo
Questa è una lista delle cattedrali in Kosovo.

## Cattedrali cattoliche
| Cattedrale                                                                                             | Arcidiocesi o Diocesi       | Località | Dedicazione              | Immagine |
| --- | --------------------------- | -------- | ------------------------ | -------- |
| Concattedrale di Santa Madre Teresa Katedralja e së Lumes Nënë Tereza në Prishtinë                     | Diocesi di Prizren-Pristina | Pristina | Santa Teresa di Calcutta |          |
| Cattedrale della Madonna del Perpetuo Soccorso Katedralja e Zonjës Ndihmëtare e Pandërprerë në Prizren | Diocesi di Prizren-Pristina | Prizren  | Vergine Maria            |          |

## Cattedrali ortodosse (Chiesa ortodossa serba)
| Cattedrale                                                 | Arcidiocesi o Diocesi     | Località | Dedicazione   | Immagine |
| ---------------------------------------------------------- | ------------------------- | -------- | ------------- | -------- |
| Cattedrale del Salvatore                                   | Eparchia di Ras e Prizren | Pristina | Vergine Maria |          |
| Cattedrale di San Giorgio                                  | Eparchia di Ras e Prizren | Prizren  | San Giorgio   |          |
| Cattedrale di Nostra Signora di Ljeviš Bogorodica Ljeviška | Eparchia di Ras e Prizren | Prizren  | Vergine Maria |          |